# Ungdomsråd
Ungdomsråd, eller ungeråd, i danske kommuner er en samling af unge mellem 13 og 30 år, der typisk arbejder for ungdomspolitik, unges rettigheder, tilbud til unge og andre ungdomsrelaterede projekter. I nogle kommuner er ungdomsrådene med til at føre den kommunale ungdomspolitik ud i livet og påvirke den politiske beslutningsproces. Andre steder arbejder ungdomsrådene for at arrangere koncerter og kulturelle tilbud til de unge i kommunen.
I nogle kommuner er ungdomsrådene en del af den kommunale organisering på lige fod med ældreråd, frivilligråd, handicapråd osv. Andre steder er ungdomsrådene en del af elevrådssamarbejde og andre steder igen er de helt selvstændige enheder.
I 1985 var det FN's internationale ungdomsår og daværende indenrigsminister Britta Schall Holberg opfordrede alle kommuner til at danne ungdomsråd. I løbet af de kommende tre år (1985-1988) blev 76 ungdomsråd dannet. I løbet af de kommende år lukkede mange af ungdomsrådene dog igen og i 1994 var der kun 8 ungdomsråd tilbage.
I midten af 90'erne blev ungdomsrådstanken dog aktuel igen med fokuseringen på ungdomspolitik, og antallet af ungdomsråd steg igen. Der er i dag registreret omkring 65 kommunale ungdomsråd samt en række lokalt tilknyttede ungdomsråd på landsplan.
Netværket af Ungdomsråd er en tværpolitisk interesseorganisation, der arbejder for ungdomsrådenes vilkår.

## Danske ungdomsråd
Der er i dag følgende registrerede kommunale ungdomsråd i Danmark:
- Aabenraa Kommune: CampusRådet Aabenraa
- Aalborg Kommune: Aalborg Ungebyråd
- Aarhus Kommune: Aarhus Børne- og Ungebyråd
- Albertslund Kommune: Albertslund Ungdomsråd
- Allerød Kommune: Allerød Ungeråd
- Assens Kommune: Ungeråd Assens
- Ballerup Kommune: Ballerup Ungdomsråd
- Billund Kommune: Billund UngeRåd
- Bornholms Regionskommune: Bornholms Ungeråd
- Brønderslev Kommune: Brønderslev Ungdomsråd
- Dragør Kommune: Dragør Ungdomsråd
- Egedal Kommune: Ung i Egedal
- Faaborg-Midtfyn Kommune: Faaborg-Midtfyn Kommunes Ungdomsråd
- Fanø Kommune: Ungerådet Fanø
- Favrskov Kommune: Favrskov Ungeråd
- Fredericia Kommune: Fredericia Ungebyråd
- Frederiksberg Kommune: Ungerådet Frederiksberg
- Frederikshavn Kommune: Frederikshavn Ungebyråd
- Frederikssund Kommune: Frederikssund Ungeråd
- Furesø Kommune: Ungeråd Furesø
- Glostrup Kommune: Glostrup Ungdomsråd
- Gribskov Kommune: Gribskov Ungdomsråd
- Guldborgsund Kommune: Guldborgsund Ungdomsråd
- Haderslev Kommune: Haderslev Ungdomsråd
- Hedensted Kommune: Hedensted Ungdomsråd
- Helsingør Kommune: Helsingør Ungeråd
- Herlev Kommune: Herlev Ungdomsråd
- Hillerød Kommune: Hillerød Ungeråd
- Hjørring Kommune: Hjørring Ungeforum
- Holbæk Kommune: Holbæk Ungdomsbyråd
- Holstebro Kommune: Trekantens Ungeråd
- Horsens Kommune: Ungerådet Horsens
- Hørsholm Kommune: Hørsholms Ungeråd
- Ikast-Brande Kommune: IBUR - Ikast Brande Ungdomsråd
- Ishøj Kommune: Ishøj Ungeråd
- Jammerbugt Kommune: Ung i Jammerbugt
- Kolding Kommune: Unge På Tinge
- Københavns Kommune: Ungeråd KBH
- Køge Kommune: Ung i Køge
- Lyngby-Taarbæk Kommune: Ungerådet i Lyngby-Taarbæk
- Mariagerfjord Kommune: MFU - Mariagerfjord Ungdomsråd
- Middelfart Kommune: Middelfart Ungdomsråd
- Morsø Kommune: DUR - De Unges Råd
- Norddjurs Kommune: Aktørerne - Norddjurs Ungdomsråd
- Nyborg Kommune: Nyborg Ungdomsråd
- Odder Kommune: Odder Ungdom
- Odsherred Kommune: Ungebyrådet i Odsherred
- Randers Kommune: Ungeråd Randers
- Rebild Kommune: Rebild Ungdomsråd
- Ringkøbing-Skjern Kommune: Ringkøbing-Skjern Ungdomsråd
- Ringsted Kommune: Ringsted Ungdomsforum
- Roskilde Kommune: Ungeudvalget Roskilde
- Silkeborg Kommune: Silkeborg Ungebyråd
- Skanderborg Kommune: Skanderborg Ungdomsråd
- Skive Kommune: SKUR - Skive Kommunes Ungdomsråd
- Slagelse Kommune: Slagelse Ungdomsråd
- Solrød Kommune: Solrød Ungeforum
- Stevns Kommune: Stevns Ungdomsråd
- Struer Kommune: Struer Ungdomsråd
- Syddjurs Kommune: SDR - Syddjurs DEMO-råd
- Sønderborg Kommune: SUR - Sønderborg Ungdomsråd
- Thisted Kommune: Thisted Kommunes Ungeråd & Ungdomsrådet i Thy (URT)
- Tønder Kommune: Tønder Kommunes Ungdomsråd
- Varde Kommune: Varde Ungeråd
- Vejen Kommune: Vejen Kommunale Ungeråd
- Vejle Kommune: Vejle Anatolien Ungdom / Ungdomsfabrikken
- Vesthimmerlands Kommune: Vesthimmerland Ungeråd
- Viborg Kommune: Viborg Ungdomsråd
- Vordingborg Kommune: Vordingborg Ungeråd
- Ærø Kommune: Ærø Ungdomsråd

Kommuner der endnu mangler et ungdomsråd:
- Brøndby Kommune
- Esbjerg Kommune
- Faxe Kommune
- Fredensborg Kommune
- Gentofte Kommune
- Gladsaxe Kommune
- Greve Kommune
- Halsnæs Kommune
- Herning Kommune
- Hvidovre Kommune
- Høje-Taastrup Kommune
- Kalundborg Kommune
- Kerteminde Kommune
- Langeland Kommune
- Lejre Kommune
- Lemvig Kommune
- Lolland Kommune
- Læsø Kommune
- Nordfyns Kommune
- Næstved Kommune
- Odense Kommune
- Rudersdal Kommune
- Rødovre Kommune
- Samsø Kommune
- Sorø Kommune
- Svendborg Kommune - har tidligere haft Svendborg Ungdomsråd[2]
- Tårnby Kommune
- Vallensbæk Kommune